# Cerkiew Świętych Apostołów Piotra i Pawła w Krynicy-Zdroju
Cerkiew Świętych Apostołów Piotra i Pawła w Krynicy-Zdroju – zabytkowa cerkiew greckokatolicka wybudowana w latach 1875–1879, znajdująca się w Krynicy-Zdroju.
Od 1996 pełni funkcje cerkwi parafialnej greckokatolickiej parafii Świętych Apostołów Piotra i Pawła w Krynicy-Zdroju.

## Historia
Cerkiew wzniósł w latach 1875–1879 ks. Wiktor Żegiestowski ówczesny proboszcz greckokatolicki w Krynicy i dziekan muszyński, wraz ze współpracownikiem Mikołajem Gromosiakiem. Powstała w miejscu dawnej drewnianej, która miała spłonąć pod koniec XVIII w. Konsekracji dokonał metropolita lwowski arcybiskup Józef Sembratowicz. Uważana za największą murowaną cerkiew na Łemkowszczyźnie. Po Akcji „Wisła” i repatriacji Łemków został przejęty i użytkowany przez kościół rzymskokatolicki. Odnowiony w latach 1959–1962. Od 1987 zaczęto  odprawiać w niej nabożeństwa w obrządku wschodnim. 20 grudnia 1996 świątynia ponownie została przejęta przez grekokatolików i stała się cerkwią parafialną. W latach 2000–2007 budynek przeszedł gruntowny remont.

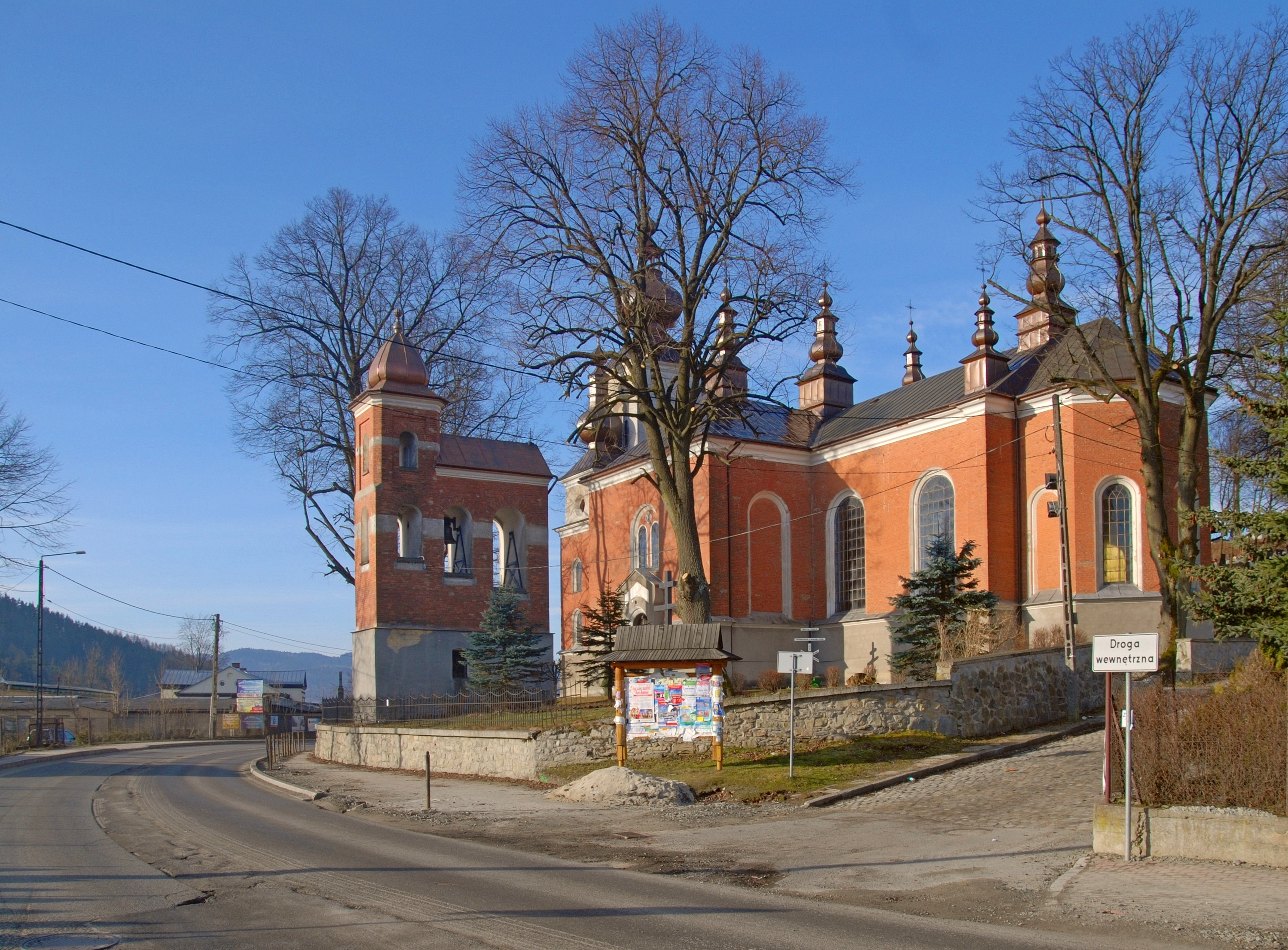
Widok ogólny
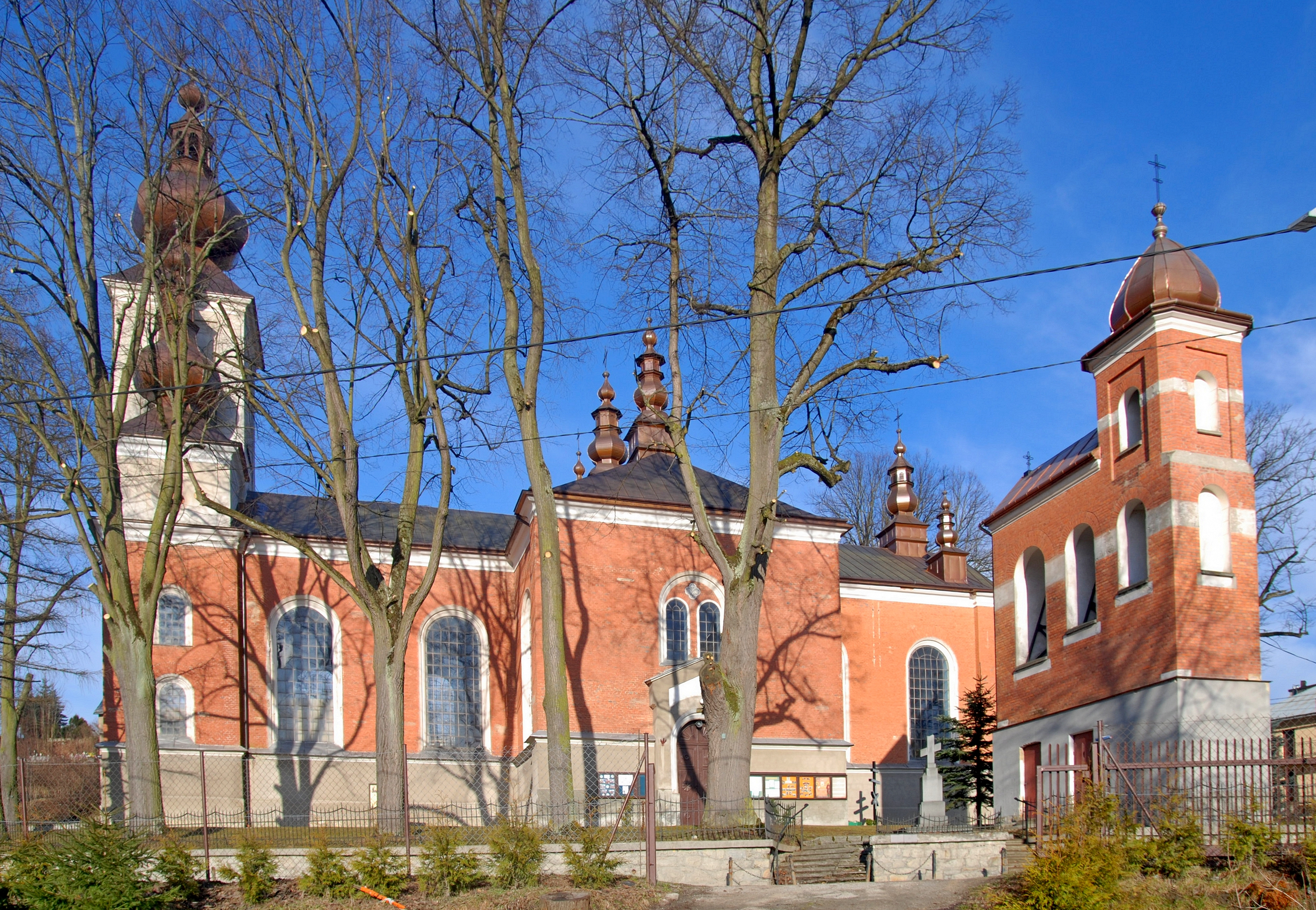
Elewacja wschodnia
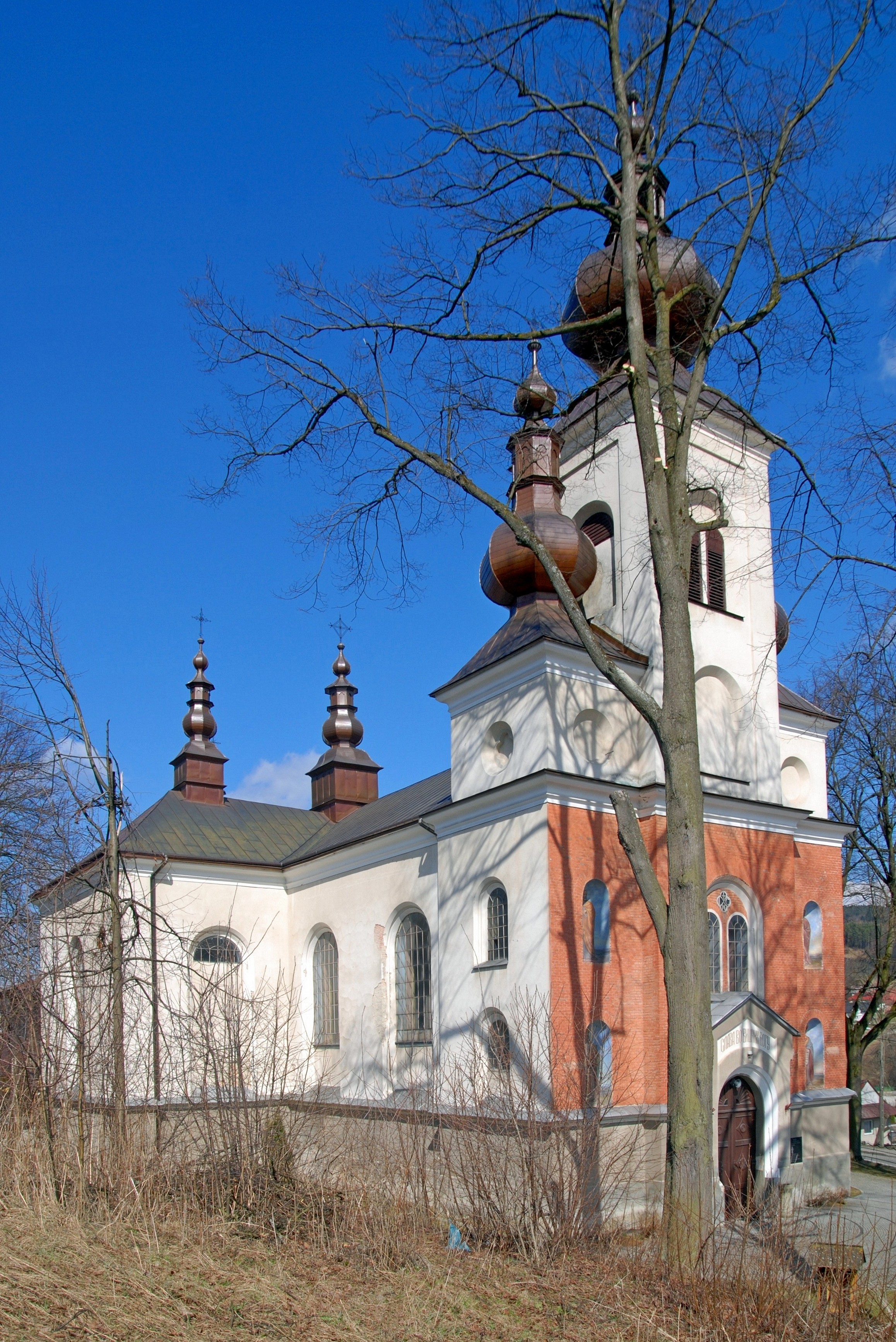
Widok od strony zachodniej

## Architektura i wyposażenie
Jest to budynek murowany z cegły i kamienia, częściowo otynkowany. Świątynia jednonawowa z transeptem, który zamyka węższe prezbiterium z przylegającą do niego zakrystią. Budowla posiada dach siodłowy z siedmioma baniastymi wieżyczkami ze ślepymi latarniami. Frontowa wieża posiada baniasty hełm z latarnią otoczoną z dwóch stron dwoma mniejszymi przybudówkami zakończonymi podobnie jak wieża główna. Łącznie z dzwonnicą posiada 11 wieżyczek, a więc tyle, ilu apostołów bez Judasza. Świątynia nakryta jest blachą. 
We wnętrzu z dawnego wystroju i wyposażenia zachowała się polichromia, górna strefa ikonostasu i cztery drewniane ołtarze boczne z XIX w.

## Otoczenie
Obok cerkwi murowana dzwonnica z okresu budowy świątyni. Cerkiew otacza kamienny mur, a na nim metalowy płot. Powyżej cerkwi znajduje się dawny cmentarz, na którym zachowały się pojedyncze łemkowskie nagrobki i krzyże.

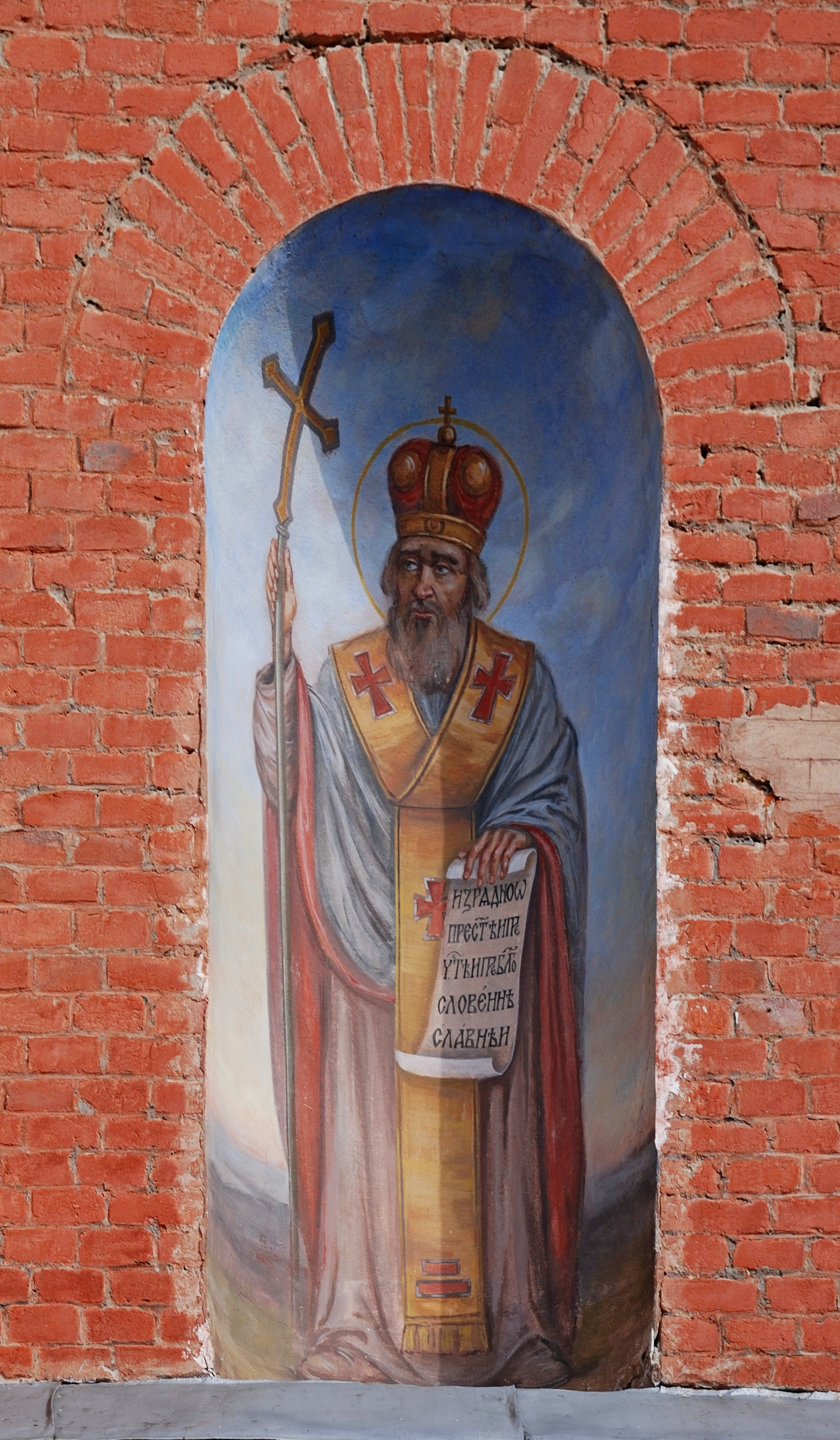
Nisza na ścianie frontowej
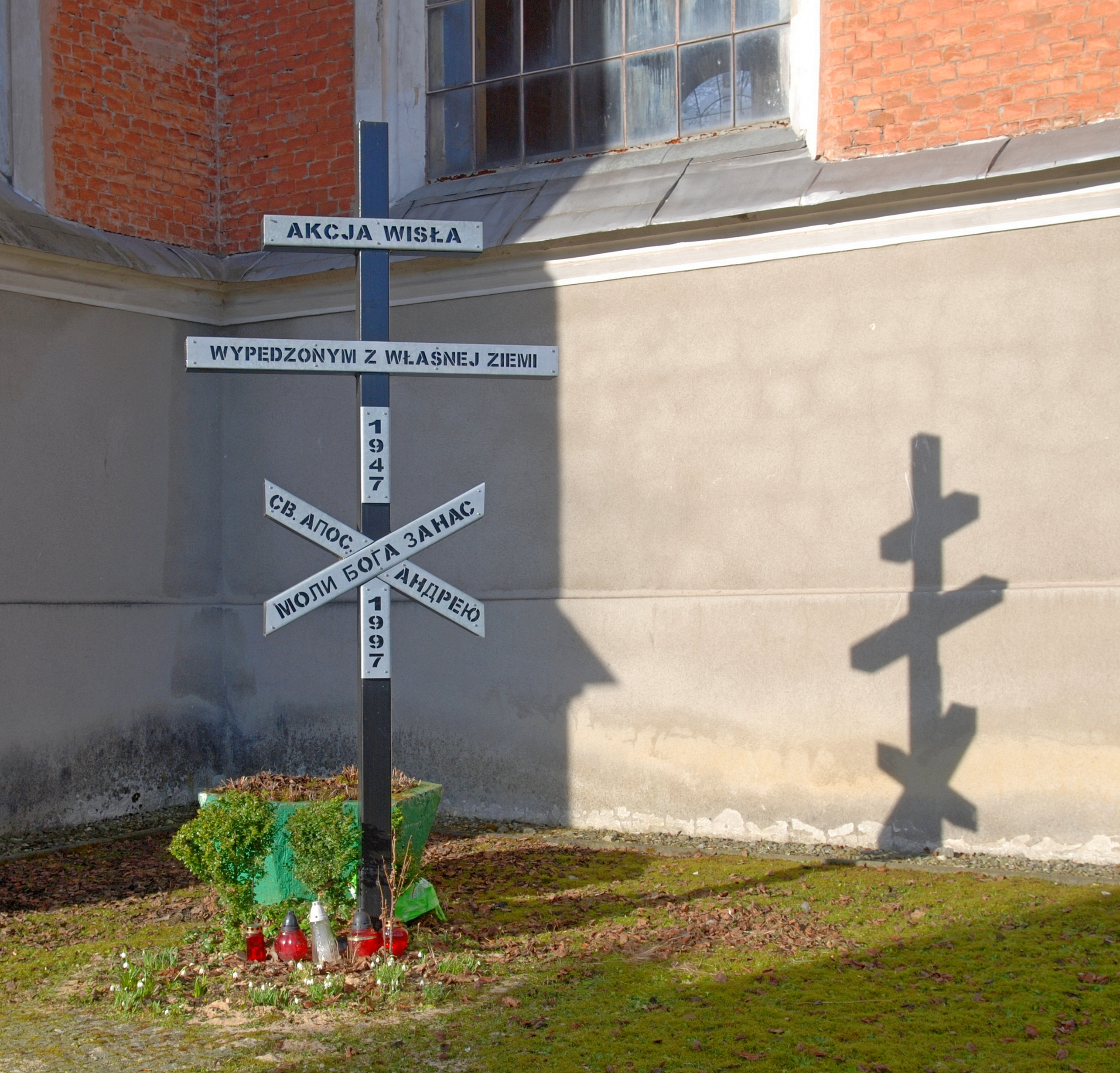
Otoczenie
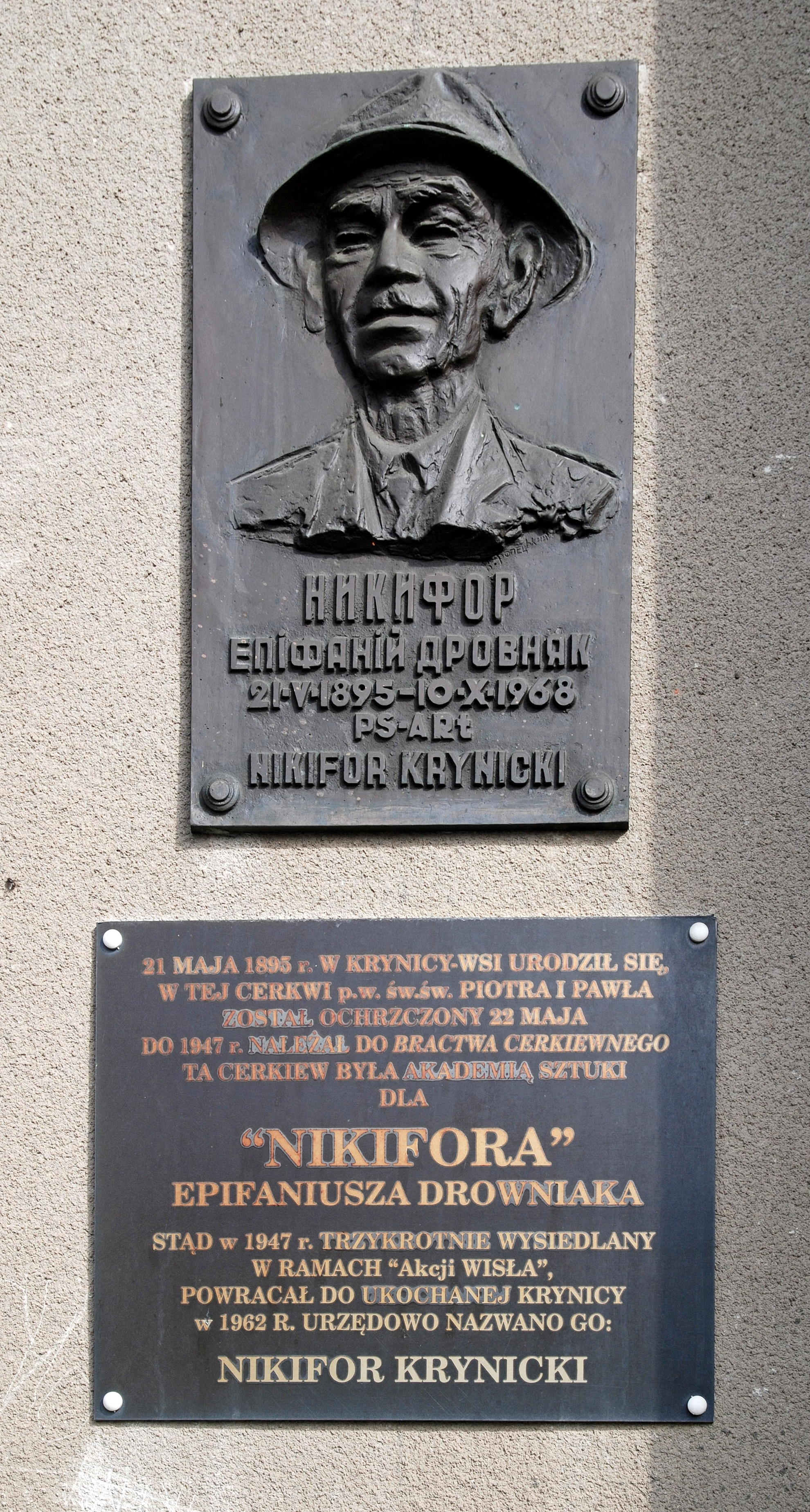
Tablice na ścianie frontowej